# Un nouveau départ

Un nouveau départ (A New Leaf) est un film américain réalisé par Elaine May en 1971. 

## Synopsis
Graham, un millionaire oisif ayant dilapidé sa fortune, cherche à se marier à une femme riche. Son but est ensuite de l'assassiner pour récupérer l'héritage. Il rencontre Henrietta, une jeune héritière passionnée de botanique, maladroite et timide.

## Fiche technique
- Titre : Un nouveau départ
- Titre original : A New Leaf
- Réalisation : Elaine May
- Scénario : Elaine May d'après la nouvelle The Green Heart de Jack Ritchie
- Production : Hillard Elkins (en) Howard W. Koch et Joseph Manduke
- Directeur de la photographie : Gayne Rescher (en)
- Distribution : Paramount Pictures
- Monteur : Don Guidice (en) et Fredric Steinkamp
- Musique : Neal Hefti
- Pays :  États-Unis
- Langue : anglais
- Format : couleur - 35 mm
- Genre : Comédie romantique
- Durée : 102 minutes (1 h 42)
- Date de sortie : 
  - États-Unis : 11 mars 1971

## Distribution
- Walter Matthau : Henry Graham
- Elaine May : Henrietta Lowell
- Jack Weston : Andy McPherson
- George Rose : Harold
- James Coco : Uncle Harry
- Doris Roberts : Mrs. Traggert
- Renée Taylor : Sally Hart
- David Doyle : Mel
- William Redfield : Beckett